# Affaire du Malodore d'Argenteuil
L’affaire du Malodore d'Argenteuil est un épisode de la lutte menée par certaines municipalités contre les attroupements jugés indésirables. Le Malodore est un produit de la firme Firchim France, firme spécialisée dans la fabrication de produits d'entretien. Il s'agit d'un répulsif nauséabond fabriqué afin d'éloigner les humains des endroits dangereux en laissant une rémanence nauséabonde pendant plusieurs semaines. Il est livré sous forme de concentré à diluer et à pulvériser avec une pompe.
En 2007, le maire d'Argenteuil, Georges Mothron, est accusé de projeter de s'en servir pour éloigner les personnes sans domicile fixe. Cette affaire fait scandale et provoque la réaction de ministres français. Elle s'inscrit dans le cadre du développement d'une forme de gestion écosanitaire de l'urbanité, utilisant également d'autres dispositifs, sonores, lumineux et de mobilier urbain.

## Utilisation à Argenteuil
En août 2007, l'AFP révèle que Georges Mothron, alors maire d'Argenteuil en Val-d'Oise, veut faire diffuser du Malodore à Argenteuil afin d'éloigner les personnes sans domicile fixe. Cependant, les agents municipaux refusent de l'épandre. Le répulsif est alors directement donné aux agents d'entretien du centre commercial Côté Seine d'Argenteuil afin qu'ils le diffusent aux alentours des sorties de secours où se regroupent les personnes sans domicile fixe. 
Cette nouvelle est partiellement démentie par la mairie d'Argenteuil, qui évoque une entreprise de diffamation à son encontre. Elle suscite toutefois de vives critiques de l'opposition locale et nationale, ainsi que de la ministre du Logement et de la Ville Christine Boutin qui déclare : « Le principe même de l'utilisation de produits de ce type constitue en effet une atteinte à la dignité de la personne humaine parfaitement inacceptable ». Interviewée à ce sujet, Rama Yade, secrétaire d'État chargée des droits de l'homme, ne dénonce pas cette expérience, déclarant qu'il fallait « tout essayer dans une ville ». Le 27 août 2007, Georges Mothron annonce qu'il suspend l'utilisation de ce produit et retire ensuite son arrêté anti-mendicité.
À la suite de cette affaire, la société Firchim arrête la commercialisation du Malodore pendant quelques mois, avant de la reprendre en modifiant ses méthodes de ventes pour tracer les utilisations faites par les clients.

## Une gestion écosanitaire de la ville
L'affaire du Maladore est un épisode de la recherche, par certaines municipalités, de dispositifs pour éloigner les personnes sans domicile fixe et les jeunes des centres-villes, comme les répulsifs à ultrasons (Mosquito ou Beethoven) ou les lampes révélant l'acné juvénile.
Cet épisode a été analysé comme un exemple de la gestion écosanitaire de l'urbanité, révélatrice, à travers « une morale de la rue », d'une volonté d'invisibiliser les gens de la rue et de légitimer un nouvel ordre urbain,.
Après l'épisode du Maladore d'Argenteuil, cette volonté d'éviter des attroupements ou le stationnement de personnes sans domicile fixe dans l'espace public se déplace vers l'installation de mobilier urbain anti-SDF,,.